# Politische Soziologie
Die Politische Soziologie (oder Politiksoziologie) ist ein sozialwissenschaftliches Fachgebiet, das sowohl zur Soziologie als auch zur  Politikwissenschaft gehört. Sie beschäftigt sich vorwiegend mit dem Verhältnis von Politik und Gesellschaft. Ihr geht es insbesondere um die Analyse 1. der gesellschaftlichen/sozialstrukturellen Bedingungen politischer Ordnung und politischen Handelns, 2. der Struktur und Funktion politischer Institutionen und des Ablaufs politischer Entscheidungsprozesse und 3. der Wirkung politischer Entscheidungen und politischer Strukturen auf die Gesellschaft. Etliche Schriften der soziologischen Klassiker lassen sich der Politiksoziologie zuordnen.

## Übersicht
Wichtige Gegenstände der Politischen Soziologie sind u. a.:
- politische Sozialisation
- politische Kommunikation
- politische Einstellungen
- politisches Verhalten (politische Partizipation und Wahlverhalten)
- politische Kultur und Werte
- Parteien
- Interessengruppen
- Soziale Bewegungen

Wichtige Theorien innerhalb der Politischen Soziologie sind:
- Theorie der Cleavages (oder auch Spaltungstrukturen) von Stein Rokkan und Seymour Martin Lipset
- Theorien des rationalen Wählerverhaltens (z. B. Anthony Downs: An Economic Theory of Democracy, 1957)
- marxistischer Erklärungsansatz (z. B. Zusammenhänge und Ursachen der Revolution von 1848 in „18. Brumaire des Louis Bonaparte“)

Wichtig ist für die politische Soziologie aber auch das Binnenleben von Parteien (z. B. Robert Michels’ Ehernes Gesetz der Oligarchie sowie Moissei Jakowlewitsch Ostrogorskis Die Demokratie und politische Parteien), die Entstehung und Veränderung von Parteien sowie das politische Verhalten der Menschen.
In Teilen überschneidet sich daher die Politische Soziologie mit der Vergleichenden Politikwissenschaft und Politischen Theorie.
In Deutschland war Max Gustav Langes Buch seit 1961 wegführend, indem er politische Theoretiker wie Thorstein Veblen, David. B. Truman, George E. Gordon Catlin und James Burnham vorstellte.

## Datenquellen für sozialwissenschaftliche Analysen
Bekannte Sekundärdatenpools für sozialwissenschaftliche Analysen sind:
- American National Election Studies
- Eurobarometer
- European Values Study
- German Longitudinal Election Study
- International Social Survey Programme
- World Values Survey
- European Social Survey